# Ariel (película de 2022)
Ariel es una película dramática musical argentina-canadiense de 2022 dirigida por Alison Murray. Narra la historia de dos hermanos que regresan a su país natal, donde descubren oscuros secretos familiares. Está protagonizada por Raphael Grosz-Harvey, Cristina Rosato, Eleonora Wexler, Juan Malizia, Cristina Banegas y Gerardo Romano.
La película tuvo su estreno mundial el 20 de noviembre de 2022 durante el Festival Internacional de Cine de la India, mientras que su estreno en Argentina fue el 25 de agosto de 2023 en el Tango BA Festival y Mundial; y en cines se estrenó el 28 de agosto de ese mismo año.

## Sinopsis
Sigue la historia de dos hermanos canadienses Davie y Diana, que nacieron en Argentina, pero que ahora en su adultez deciden viajar a Buenos Aires para reconectar con sus raíces y en su visita recorren los clubes y las bares nocturnos de tango por los cuales quedan hipnotizados. Sin embargo, el verdadero motivo del viaje se debe a que Diana cree que Davie es adoptado y está decidida a comprobarlo en su visita en Buenos Aires, donde también Davie queda encantado con Josefina, una excéntrica bailarina de tango.

## Elenco
- Raphael Grosz-Harvey como Davie Vega
- Cristina Rosato como Diana Vega
- Eleonora Wexler como Josefina
- Juan Malizia como José
- Cristina Banegas como Silvia Vega
- Gerardo Romano como Daniel Vega
- Abian Vainstein como Facundo
- Matías Mayer como Justin
- Rosa Rivoira como María Eugenia Manzares
- Fermín Varangot como Facundo (joven)
- Pura Fiorone como Josefina (joven)
- Marcos Ribas como Daniel (joven)
- Natalia de Cicco como Silvia  (joven)
- Susana Anselmi como Abuela
- Susana Groisman como Julieta de Camilis
- Heinz K. Krattiger como Peter

## Recepción

### Comentarios de la crítica
Valerie Kalfrin de la Alianza de Mujeres Periodistas de Cine señaló que dentro de la película se desarrollan dos relatos, donde «cada una de las historias tienen momentos satisfactorios, pero la última es mucho más convincente y tiene un tono más serio que la primera, lo que le da a la historia más dramática una ambivalencia en lugar de un impacto emocional». Josh Bell de Crooked Marquee expresó que Murray «mezcla de manera poco elegante dos historias tonalmente divergentes, y todos los bailes sexys y las vibrantes escenas callejeras parecen irrelevantes a medida que los devastadores secretos familiares salen a la luz».

### Premios y nominaciones
| Lista de premios y nominaciones | Lista de premios y nominaciones                      | Lista de premios y nominaciones        | Lista de premios y nominaciones | Lista de premios y nominaciones | Lista de premios y nominaciones |
| Año                             | Organización                                         | Categoría                              | Nominado/a(s)                   | Resultado                       | Ref(s)                          |
| ------------------------------- | ---------------------------------------------------- | -------------------------------------- | ------------------------------- | ------------------------------- | ------------------------------- |
| 2022                            | Festival Internacional de Cine de Bombay             | Mención especial - Cineasta del futuro | Alison Murray                   | Ganadora                        | [ 8 ]                           |
| 2022                            | Festival Internacional de Cine de Bombay             | Mejor directora                        | Alison Murray                   | Ganadora                        | [ 8 ]                           |
| 2022                            | Festival Internacional de Cine de Bombay             | Premio del jurado                      | Ariel                           | Ganador                         | [ 8 ]                           |
| 2023                            | Festival Internacional de Cine de Arizona            | Mejor película internacional           | Ariel                           | Ganador                         | [ 9 ]                           |
| 2023                            | Festival Internacional de Cine Latino de Nueva York  | Mejor película                         | Ariel                           | Ganador                         | [ 10 ]                          |
| 2023                            | Festival Internacional de Cine de Mujeres de Toronto | Mejor película canadiense              | Ariel                           | Ganador                         | [ 10 ]                          |
| 2023                            | Festival Internacional de Cine de Woods Hole         | Premio del público - Mejor película    | Ariel                           | Ganador                         | [ 11 ]                          |
| 2023                            | Festival Internacional de Cine Latino de Seattle     | Mejor actriz de reparto                | Eleonora Wexler                 | Ganadora                        | [ 12 ]                          |